# Alan James (Politikwissenschaftler)
Alan James (* 20. Januar 1933 in Newport, Monmouthshire) ist ein britischer Politikwissenschaftler und emeritierter Professor der Keele University. Sein inhaltlicher Schwerpunkt war die Friedensforschung. Er amtierte von 1980 bis 1983 als Vorsitzender der British International Studies Association (BISA).
James schloss 1954 sein Studium der Wirtschaftswissenschaft mit Schwerpunkt Internationale Beziehungen an der London School of Economics ab. Von
1974 bis 1990 war er Professor für Internationale Beziehungen an der Keele University und dort von 1990 bis 1998 Forschungsprofessor. Er war zudem Rockefeller Research Fellow an der Columbia University in New York, Gastprofessor an der University of Ife in Nigeria und an der Jawaharlal Nehru University in Neu-Delhi.

## Schriften (Auswahl)
- Keeping the peace in the Cyprus Crisis of 1963–64.  Palgrave, New York 2002, ISBN 0-333-74857-3.
- Britain and the Congo crisis, 1960–63.  St. Martin’s Press, New York 1996, ISBN 0-312-15816-5.
- Peacekeeping in international politics. St. Martin’s Press, New York 1990, ISBN 0-312-05560-9.
- Sovereign statehood. The basis of international society. Allen & Unwin, London/Boston 1986, ISBN 0-04-320190-3.
- The politics of peace-keeping. Praeger, London 1969.